# Hò kéo thuyền trên sông Volga

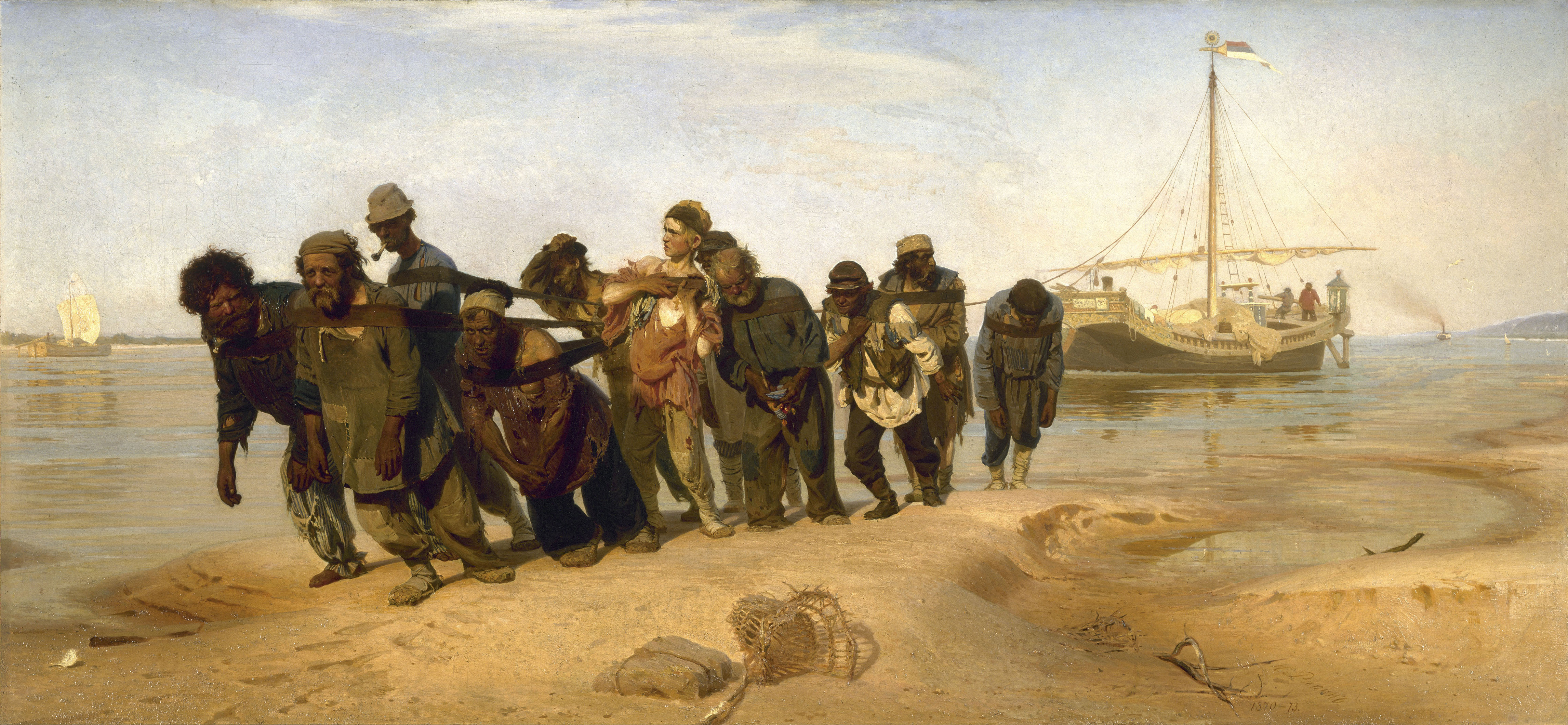
Bức tranh Những người phu kéo thuyền trên sông Volga của Ilya Yefimovich Repin

Hò kéo thuyền trên sông Volga là tên tiếng Việt của một bài dân ca Nga mang tên là Ey, ukhnem! (tiếng Nga: Эй, ухнем, tạm dịch Hò, dô, hò !) hay Dubinushka (tiếng Nga: Дубинушка). Bài hát được nhà soạn nhạc M. A. Balakirev sưu tầm và tập hợp trong một tuyển tập dân ca ấn hành năm 1866. Đây là một bài hò phổ biến của những người phu kéo thuyền Nga (burlak) sống ở vùng sông Volga. Ban đầu, M. A. Balakirev chỉ xuất bản khổ đầu của bài hát và những khổ sau được thêm vào trong những năm sau đó. Bài hát này là cảm hứng cho tác phẩm Những người phu kéo thuyền trên sông Volga (Бурлаки на Волге) của danh họa I. Ye. Repin. Một tên khác của bài hát là "Bài cả của những người phu kéo thuyền tại sông Volga".
Nghệ sĩ opera F. I. Shalyapin đã góp nhiều công sức trong việc phổ biến bài hát này ra toàn thế giới và ông là một trong những ca sĩ thành danh với bài hát này. Ngoài ra Glenn Miller cũng trình diễn bài hát dưới dạng jazz và khiến nó thành bài hát được yêu thích nhất ở Hoa Kỳ trong năm 1941. Nhà soạn nhạc Tây Ban Nha Manuel De Falla cũng sáng tác một phiên bản của bài hát vào năm 1922 dưới cái tên "Bài ca của những người kéo thuyền tại sông Volga" Canto de los remeros del Volga (del cancionero musical ruso). Ông biên soạn phiên bản này theo chỉ thị của nhà ngoại giao Ricardo Baeza vốn đang thực thi nhiệm vụ của Hội Quốc liên trong việc quyên tiền hỗ trợ cho hơn 2 triệu tù binh và dân tị nạn Nga trong Thế chiến thứ nhất, và tất cả những lợi nhuận kiếm được từ việc phát hành bài hát đều được đóng góp cho chương trình này.

## Lời bài hát
| Lời tiếng Nga | Chuyển tự La Tinh | Lời tiếng Anh | Tiếng Việt |
| --- | --- | --- | ---------- |
| Эй, ухнем! Ещё разик, ещё да раз! Эй, ухнем! Ещё разик, ещё да раз! Разовьём мы берёзу, Разовьём мы кудряву! Ай-да, да ай-да, Aй-да, да ай-да, Разовьём мы кудряву. Мы по бережку идём, Песню солнышку поём. Ай-да, да ай-да, Aй-да, да ай-да, Песню солнышку поём. Эй, эй, тяни канат сильней! Песню солнышку поём. Эй, ухнем! Ещё разик, ещё да раз! Эх ты, Волга, мать-река, Широка и глубока, Ай-да, да ай-да, Aй-да, да ай-да, Волга, Волга, мать-река Эй, ухнем! Ещё разик, ещё да раз! Эй, ухнем! | Ey, ukhnem! Yeshcho razik, yeshcho da raz! Ey, ukhnem! Yeshcho razik, yeshcho da raz! Razovyom my beryozu, Razovyom my kudryavu! Ai-da, da ai-da, Razovyom my kudryavu. My po berezhku idyom, Pesnyu solnyshku poyom. Ai-da, da ai-da, Pesnyu solnyshku poyom. Ey, Ey, tyani kanat silney! Pesnyu solnyshku poyom. Ey, ukhnem! Yeshcho razik, yeshcho da raz! Ekh, ty, Volga, mat'-reka, Shiroka i gluboka, Ai-da, da ai-da, Volga, Volga, mat'-reka Ey, ukhnem! Yeshcho razik, yeshcho da raz! Ey, ukhnem! | Yo, heave ho! Once more, once again, still once more Yo, heave ho! Once more, once again, still once more Now we fell the stout birch tree, Now we pull hard: one, two, three. Ay-da, da, ay-da! Now we pull hard: one, two, three. As the barges float along, To the sun we sing our song. Ay-da, da, ay-da! To the sun we sing our song. Hey, hey, let's heave a-long the way to the sun we sing our song Yo, heave ho! Once more, once again, still once more Volga, Volga our pride, Mighty stream so deep and wide. Ay-da, da, ay-da! Volga, Volga you're our pride. Yo, heave ho! Once more, once again, still once more Yo, heave ho! |            |